# Front Nacional Democràtic de Bodoland
El Front Nacional Democràtic de Bodoland (National Democratic Front of Bodoland, NDFB) és un grup armat que persegueix obtenir la sobirania de Bodoland, la terra del poble bodo a Assam. L'organització fou creada el 3 d'octubre de 1986, a la vila Odla Khasibari vora Udalguri. Originàriament s'anomenà Bodo Security Force (BdSF) i el 1992 es va anomenar Bodoland Army, canviant el seu nom per l'actual el 1993. El fundador del grup, Ransaigra Nabla Daimari alias Ranjan Daimari, encara n'és el cap. Aquesta organització sovint és confosa amb la Bodo Liberation Tigers Force, la qual ha participat sovint en el joc polític.
Aquesta organització lluita per la sobirania de Bodoland al nord del Brahmaputra. Fou molt activa durant els anys 1990. Tenia al voltant de 1.000 combatents. El NDFB és aliat del National Socialist Council of Nagalim (IM) i comparteixen àrees d'entrenament al sud de Bhutan.
Després de l'acord del 24 de maig de 2005 amb el govern de l'Índia i el govern d'Assam, el NDFB ha mantingut l'alto el foc des de l'1 de juny de 2005. L'alto el foc ha de ser continuat per unes converses que han de resoldre definitivament el conflicte.